# Monument Avenue

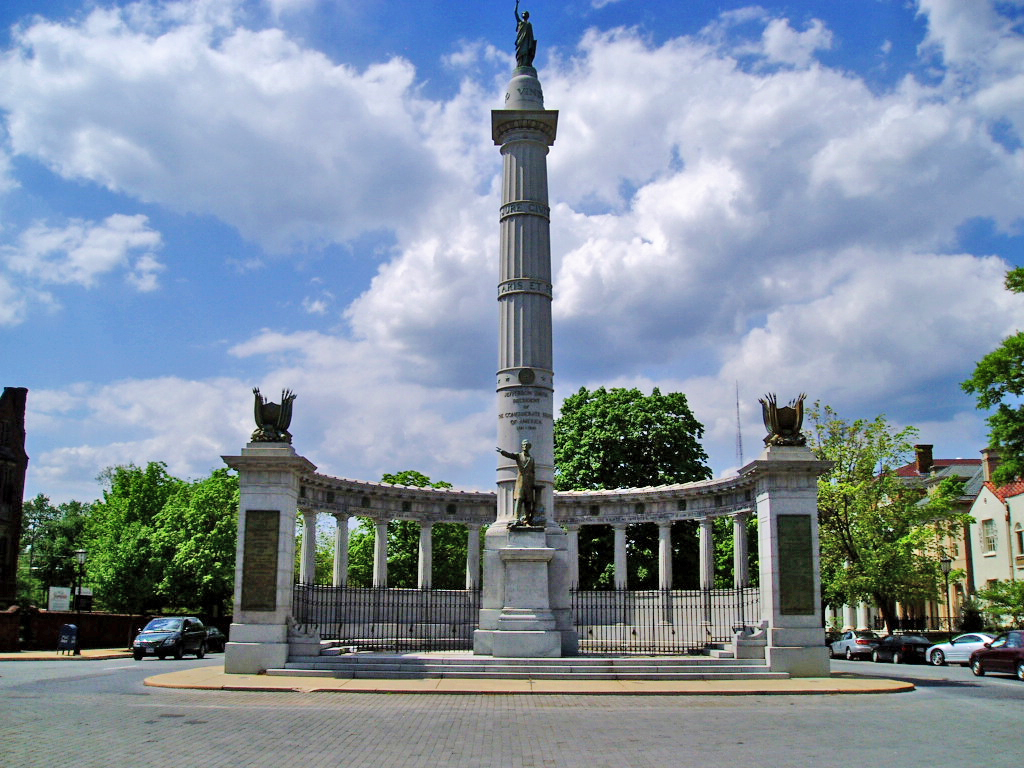
Het Jefferson Davis Monument, Monument Avenue

Monument Avenue, ook Monument Avenue Historic District genoemd, is een straat in Richmond, de hoofdstad van de Amerikaanse deelstaat Virginia. De American Planning Association rekent Monument Avenue tot de tien mooiste en belangrijkste straten van de Verenigde Staten.

## Monumenten
Langs de laan staan verscheidene monumenten die herinneren aan personen uit de Amerikaanse Burgeroorlog. Het eerste monument, ter ere van Robert E. Lee, werd in mei 1890 onthuld in het bijzijn van 100.000 mensen. Het beeld stond 130 jaar lang ter plaatse, na de Black Lives Matter-protesten na de dood van George Floyd werd besloten het eerbetoon te verwijderen. Historici wezen erop dat er bij de oprichting van het beeld een tijdcapsule in de sokkel was geplaatst. Toen het beeld van Lee in september 2021 werd verwijderd zochten de slopers in de 12 meter hoge sokkel twaalf uur lang naar de tijdcapsule. Er werd in eerste instantie niets gevonden, maar in december 2021 stuitte men halverwege het voetstuk alsnog op een loden kistje. In het kistje werd een zilveren munt, een almanak uit 1875, een roman van iemand die aan de sokkel had gewerkt en een kasboek gevonden. Enige dagen later werd een tweede tijdcapsule gevonden in de sokkel. In de koperen doos zitten onder meer boeken, munten, munitie en documenten. Ook zijn kogels uit de Amerikaanse Burgeroorlog gevonden.
De Monument Avenue Historic District werd in december 1997 als National Historic Landmark in het National Register of Historic Places opgenomen en is sindsdien een van de 119 historische locaties in Virginia. Langs Monument Avenue bevinden (of bevonden) zich onder andere standbeelden en monumenten ter ere van Robert E. Lee, J.E.B. Stuart, Jefferson Davis, Thomas Jackson, Matthew Fontaine Maury en de tennisser Arthur Ashe.

## Fotogalerij

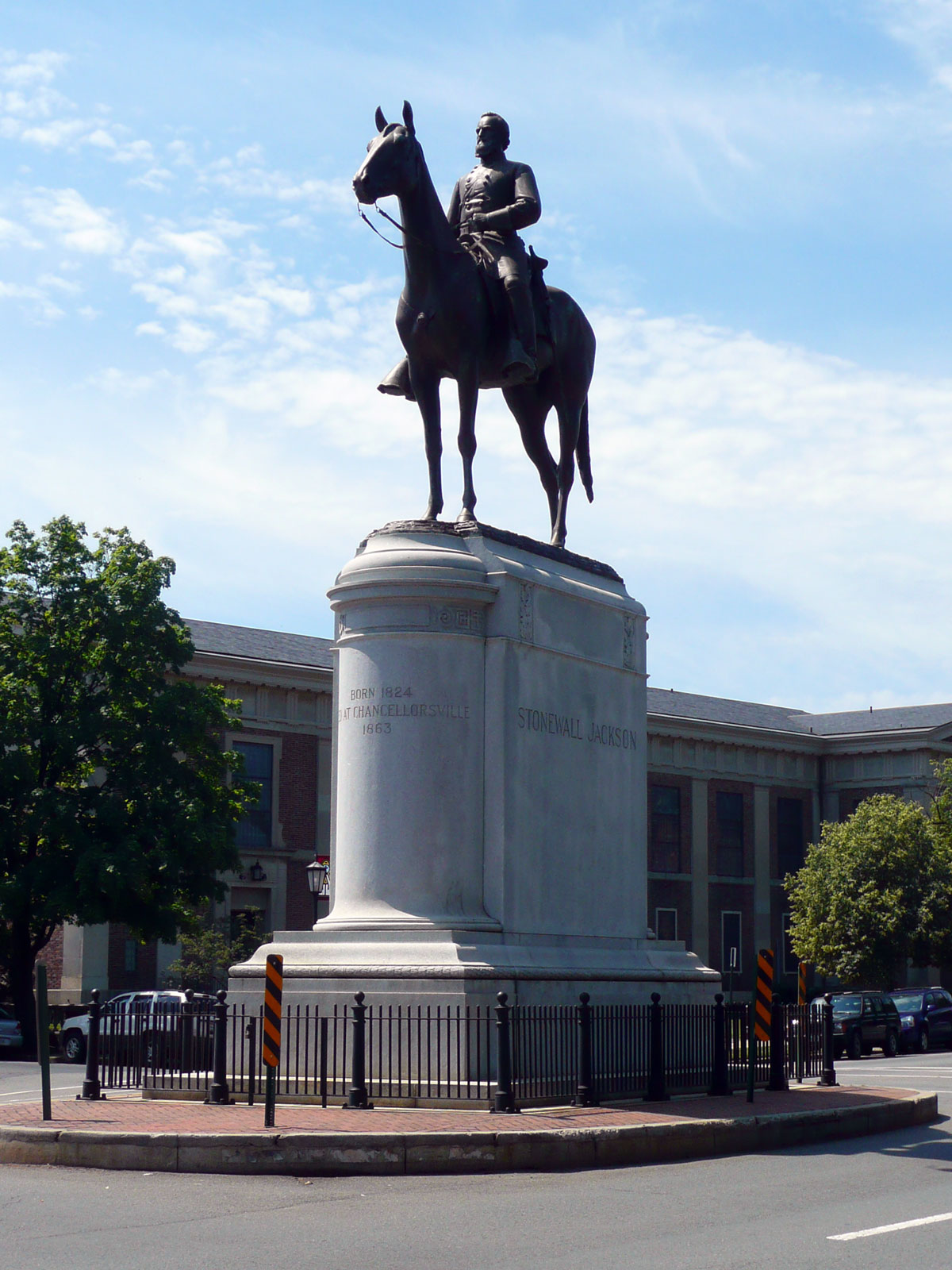
Stonewall Jackson Monument
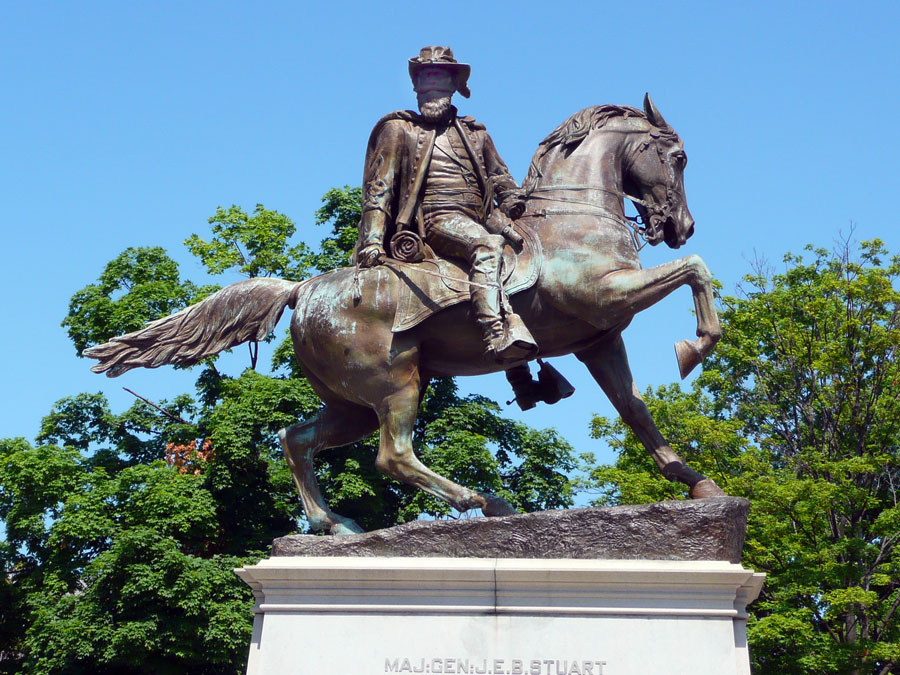
Jeb Stuart Monument
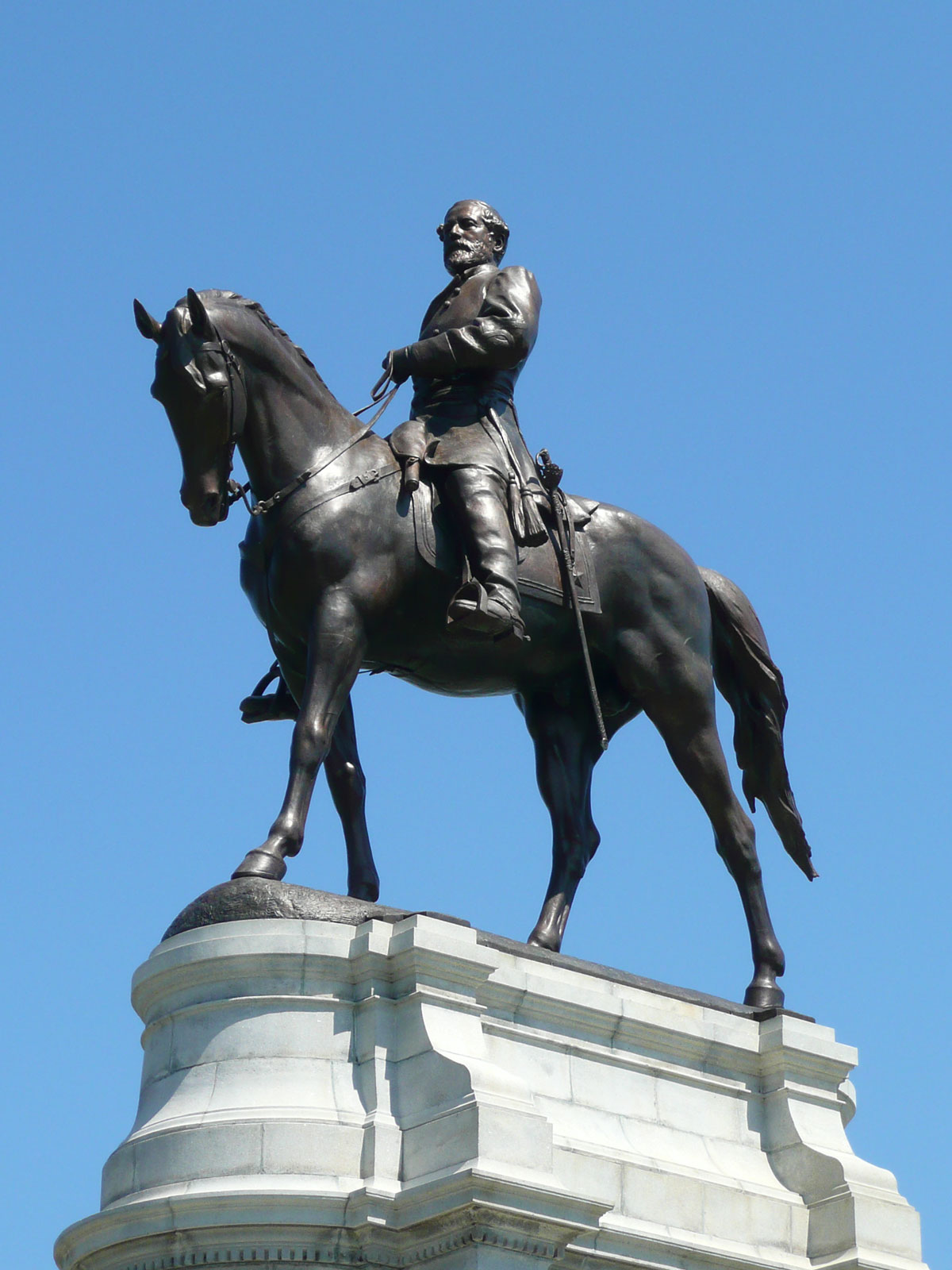
Robert E. Lee Monument
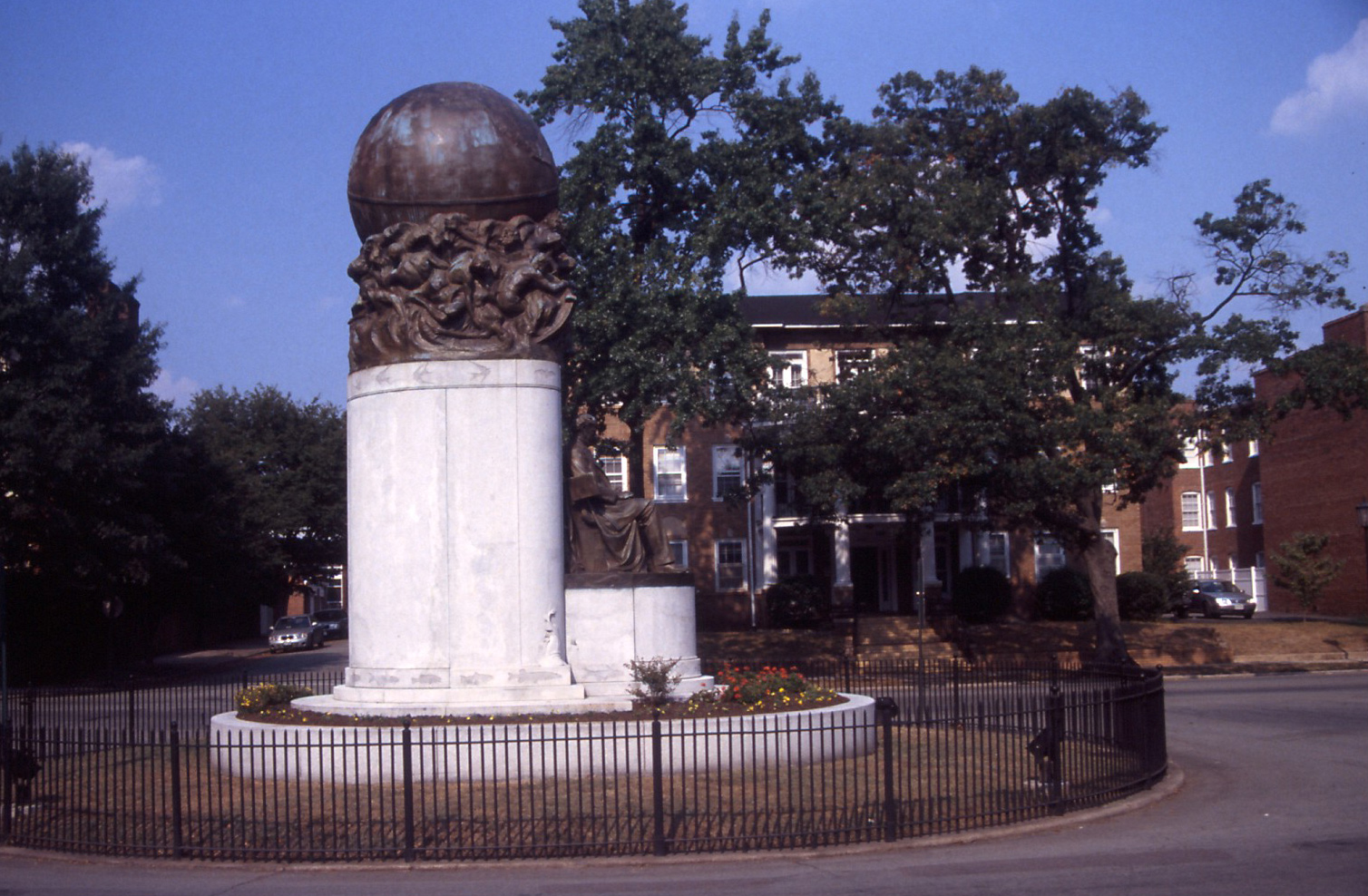
Matthew F. Maury Monument